# Андерсон, Гэри
Гэри Джеймс Грант Андерсон (англ. Gary James Grant Anderson; род. 22 декабря 1970, Масселборо) — шотландский профессиональный дартсмен, выступающий в турнирах под эгидой PDC. Прозвище — The Flying Scotsman (Летучий Шотландец). До 2009 года участвовал в турнирах BDO, где был известен как Dreamboy. Андерсон считается одним из сильнейших игроков в дартс в истории.
Двукратный чемпион мира (2015 и 2016). Бывший лидер рейтинга BDO и бывший второй номер рейтинга PDC.
Победитель 80 профессиональных турниров, в том числе 13 мейджоров. Двукратный чемпион Премьер-лиги (2011, 2015). Победитель турниров International Darts League (2007), World Darts Trophy (2007) и Zuiderduin Masters (2007, 2008) под эгидой BDO. После перехода в PDC — победитель турниров Players Championship Finals (2014), UK Open (2018), World Matchplay (2018) и Лиги Чемпионов дартса (2018). Совместно с Питером Райтом — победитель Кубка мира (2019) в составе команды Шотландии. 
По состоянию на октябрь 2024 года — победитель 37 турниров Про-тура PDC, занимает по этому показателю третье место после Майкла ван Гервена (90) и Фила Тейлора (70).

## Карьера

### Карьера в BDO
Андерсон дебютировал на чемпионате мира BDO в 2002 году, где в первом же раунде был повержен шведом Штефаном Надем. В следующем году Андерсон дошёл до полуфинала, где проиграл валлийцу Ричи Дэвису.
До 2006 года Гэри Андерсон не смог выиграть на чемпионате мира ни одного матча (в 2004 был повержен О’Ши, в 2005 — ван Барневельдом). Однако, во втором раунде ван Барневельд снова выбил Андерсона из турнира. Следующие два года снова оказались неудачными — Андерсон вылетал в первом же раунде, проиграв голландцам Альбертину Эссэрсу и Фабиану Рузенбранду. Андерсон в 2007 выиграл два больших турнира — International Darts League и World Darts Trophy. На обоих турнирах играли игроки из BDO и PDC. Также в 2007 выиграл British Open и Scottish Open. Дважды подряд победитель голландского крупного турнира Zuiderduin Masters, в первый раз он был не рейтинговый, во второй он получил статус главного рейтингового турнира. Был посеян на чемпионат мира 2009 под первым номером, где в четвертьфинале его победил Тони О’Ши. Это был последний турнир для Гэри Андерсона в BDO.

### Переход в PDC
В 2009 году Андерсон перешёл в турниры PDC, и первым турниром с его участием стала Премьер-лига — он был приглашён на матчи вызова и показал набор 107,4 (против Джона Пата). В конце 2009 года Гэри вместе с Робертом Тортоном представляли Шотландию в турнире Jocky Wilson Cup, где потерпели поражение от англичан Фила Тейлора и Джеймса Уэйда. На чемпионате мира 2010 дошёл до второго раунда, где был побеждён англичанином Ронни Бакстером. В июне дошёл до финала UK Open, где его победил Тейлор 11-5. На World Grand Prix дошёл до четвертьфинала, где в упорной борьбе 4-3 проиграл тому же Тейлору.
2011 год для спортсмена сложился очень успешно. На чемпионате мира он показывал средний результат за подход более чем 105 очков. Победив Хашимото, Пристли, Смита, ван Барневельда и Дженкинса, Андерсон дошёл до финала, где играл с Льюисом. В упорной борьбе победил англичанин 7-5. На итоговом чемпионате игроков дошёл до финала, где в решающем леге все же вытянул победу Фил Тейлор 13-12. В Премьер-лиге 2011 занял третье место в группе, в полуфинале победил ван Барневельда и в финале взял реванш у Льюиса за поражение в финале чемпионата мира. Андерсон стал третьим дартсменом в истории Премьер-лиг, который выиграл премьер-лигу (после Уэйда и Тейлора).
Далее он проиграл на UK Open австралийцу Полу Николсону, на World Matchplay в первом же раунде, на чемпионате Европы во втором раунде, на World Grand Prix в первом раунде, а на итоговом чемпионате игроков его обыграл будущий победитель Кевин Пэйнтер. Но, помимо этого, в этом году он выиграл 5 турниров PDPA Pro tour.
Чемпионат мира 2012 года для Андерсона был тяжёлым. В первом же раунде он чуть было не проиграл Юхану Артуту, который в решающем леге совершил грубейшую ошибку и не смог обыграть вице-чемпиона предыдущего чемпионата. Во втором раунде Андерсон с трудом победил южноафриканца Дэвона Петерсена, в третьем раунде победил Колина Ллойда 4-1. В четвертьфинале он играл с австралийцем Саймоном Уитлоком, которому проиграл 1-5. Далее для него год прошёл неудачно, занял последнее место в Премьер-лиге, но сыграл 9 дротиков на UK Open, в котором проиграл соотечественнику и окончательному победителю Роберту Торнтону. На итоговом чемпионате игроков в четвертьфинале в упорной борьбе проиграл Саймону Уитлоку с набором 103.5.
На Чемпионате мира 2013 победил финна Яни Хаависто, во втором в упорнейшей борьбе победил Джона Боулза. В этом матче Гэри Андерсон в девятнадцати подходах набирал 180 очков. Однако в третьем раунде потерпел поражение от Раймонда ван Барневельда со счётом 4-0.
Андерсон будет играть в Премьер-лиге 2013 как чемпион 2011 года.

## Личная жизнь
Гэри Андерсон живёт в Сомерсете. У него есть два сына — Райан и Джоэл, которые живут с его бывшей женой Роземэри в Бервике. Брат Андерсона, Стюарт, умер от острого инфаркта миокарда в возрасте 35 лет в сентябре 2011 года. Через некоторое время, Андерсон победил Марка Дадбриджа 6-0 со средним баллом за подход — 123.5 — высочайшим результатом в истории PDC.

## Результаты чемпионатов мира

### BDO
- 2002 — первый раунд (поражение от Штефана Надя 0-3)
- 2003 — полуфинал (поражение от Ричи Дэвиса 2-5)
- 2004 — первый раунд (поражение от Тони О'Ши 0-3)
- 2005 — первый раунд (поражение от Раймонда ван Барневельда 0-3)
- 2006 — второй раунд (поражение от Раймонда ван Барневельда 1-4)
- 2007 — первый раунд (поражение от Альбертина Эссерса 1-3)
- 2008 — первый раунд (поражение от Фабьяна Рузенбраунда 2-3)
- 2009 — четвертьфинал (поражение от Тони О'Ши 3-5)

### PDC
- 2010 — второй раунд (поражение от Ронни Бакстера 0-4)
- 2011 — финалист (поражение от Адриана Льюиса 5-7)
- 2012 — четвертьфинал (поражение от Саймона Уитлока 1-5)
- 2013 — третий раунд (поражение от Раймонду ван Барневельду 0-4)
- 2014 — третий раунд (поражение от Майкла ван Гервена 3-4)
- 2015 — Победитель (победа над Филом Тейлором 7-6)
- 2016 — Победитель (победа над Адрианом Льюисом 7-5)
- 2017 — финалист (поражение от Майкла ван Гервена 3-7)
- 2018 — четвертьфинал (поражение от Фила Тейлора 3-5)
- 2019 — полуфинал (поражение от Майкла ван Гервена 1-6)
- 2020 — четвертый раунд (поражение от Нейтана Аспиналла 2-4)
- 2021 — финалист (поражение от Гервина Прайса 3-7)
- 2022 — полуфинал (поражение от Питера Райта 4-6)
- 2023 — третий раунд (поражение от Криса Доби 1-4)
- 2024 — четвертый раунд (поражение от Брендана Долана 3-4)
- 2025 — второй раунд (поражение от Джеффри де Граафа 0-3)